# Michel Herbillon
Pour les articles homonymes, voir Herbillon.
Michel Herbillon, né le 6 mars 1951 à Saint-Mandé, est un homme politique français. Il est député de la 8e circonscription du Val-de-Marne depuis le 12 juin 1997.

## Biographie

### Avant la politique
Diplômé de l'Institut d'études politiques de Paris (promotion 1971, Service Public), il travaille pendant 23 ans dans des secteurs économiques variés.

### Carrière politique
Il est élu maire en 1992 de Maisons-Alfort, dans le Val-de-Marne, suite de la démission en cours de mandat de son prédécesseur René Edmond Nectoux (maire de 1962 à 1992).
Il est élu député (XIe législature) le 12 juin 1997 pour la première fois. Il succède ainsi à Alain Griotteray, député-maire de Charenton, lequel l'avait introduit en politique en le présentant au début de sa carrière à René Nectoux, qui l'avait à l'époque intégré dans son cabinet municipal[réf. souhaitée].
Il est réélu le 16 juin 2002 pour la XIIe législature (2002-2007) et à nouveau reconduit le 20 juin 2007 pour la XIIIe législature (2007-2012) dans la huitième circonscription du Val-de-Marne. Il fait partie du groupe UMP dont il est le président de la section pour le Val-de-Marne.
Il est reconduit dans son mandat le 20 juin 2012 pour la XIVe législature (2012-2017).
En février 2013, dans le cadre de la direction « partagée » entre Jean-François Copé et François Fillon, il devient, comme onze autres personnalités, secrétaire général adjoint de l’UMP, en plus du tenant du poste, Marc-Philippe Daubresse.
Il est élu le 21 janvier 2016 vice-président de la métropole du Grand Paris.
En mai 2016, il figure dans la liste des parlementaires parrainant la candidature de Jean-François Copé à la primaire française de la droite et du centre de 2016.
Député sortant, il est réélu lors des élections législatives françaises de 2017 dans la 8e circonscription du Val-de-Marne avec Marie-Hélène Magne (1er maire adjoint de Charenton-le-Pont) comme suppléante. Le 2 juillet, il démissionne de son mandat de maire, la législation en vigueur ne permettant plus de cumuler les fonctions de député et de maire.
Il parraine Laurent Wauquiez pour le congrès des Républicains de 2017, scrutin lors duquel est élu le président du parti.
Lors des élections législatives de 2022, il est réélu député au second tour, avec 63,27 % des voix, devançant le candidat de la Nupes Erik Pagès.
Après la dissolution de l'Assemblée nationale le 9 juin 2024, il se représente aux législatives.

## Controverse sur la mort d'un jardinier dans un box appartenant au député
Le 14 janvier 2024, Mediapart révèle que Michel Herbillon était propriétaire depuis 2005 d'un box de parking d'une dizaine de mètres carrés sans fenêtres à Châtenay-Malabry dans lequel un jardinier septuagénaire — retrouvé mort début avril 2022 — a vécu pendant plusieurs années dans des conditions indignes,,,.
Le député estime être l'objet d'une infamie et affirme n'avoir jamais su qu'une personne vivait dans son box, auparavant propriété de sa mère, et qu'il n'a jamais visité. Il affirme que son agence immobilière a visité les lieux et ne lui a rien signalé. L'agence a déclaré à Mediapart, qu'elle n'a pas pu visiter le box, car il était occupé.

## Mandats
- 1er juin 1989 - 23 mars 1998 : membre du conseil général du Val-de-Marne
- 20 mars 1989 - 23 mai 1992 : adjoint au maire de Maisons-Alfort
- 23 mai 1992 - 2 juillet 2017 : maire de Maisons-Alfort
- depuis le 1er juin 1997 : député de la huitième circonscription du Val-de-Marne

### Autres
- 3 février 2013 à 4 décembre 2014 : secrétaire général adjoint de l’UMP